# Лавочанка (річка)
Лавочанка — гірська річка в Україні у Стрийському районі Львівської області. Ліва притока річки Опору (басейн Дністра).

## Опис
Довжина річки 5,5 км, найкоротша відстань між витоком і гирлом — 4,54  км, коефіцієнт звивистості річки — 1,21 . Формується допливами та декількома безіменними струмками.

## Розташування
Бере початок на південно-східних схилах гори Станеша (1154,6 м). Тече переважно на північний схід через село Лавочне і впадає у річку Опір, праву притоку річки Стрию.

## Притоки
- Ровина, Закути (ліві).